# ルキウス・アエミリウス・パウルス・マケドニクス
ルキウス・アエミリウス・パウッルス・マケドニクス (羅: Lucius Aemilius Paullus Macedonicus, 紀元前229年 - 紀元前160年) は、共和政ローマの政務官。第二次ポエニ戦争後、主に東方マケドニア王国の戦いで活躍をした。アエミリウス氏族パウルス家の出自で父は同名のルキウス・アエミリウス・パウッルス。

## 経歴

### クルスス・ホノルム
碑文からクァエストルに就任したことが読み取れ、遅くとも紀元前195年までに務めたと考えられている。翌年には植民市建設3人委員の一人として、クロトンの入植を監督した。
紀元前193年にアエディリスに選ばれると、多くの家畜から罰金を取り立て、そのお金でユーピテル神殿に奉献し、ティベリス川の治水や、トリゲミナ門やフォンティナリス門への回廊を整備した。アエディリス後のプラエトル就任前にアウグルに選出されており、恐らく紀元前192年のことと考えられている。
紀元前191年にプラエトルに選出され、翌年もプロコンスル格でヒスパニア・ウルテリオルを担当し、ルシタニア人と戦ってこの年は敗北したが、翌年勝利したという。
紀元前189年、最終局面を迎えたローマ・シリア戦争の、アンティオコス3世 (セレウコス朝)とグナエウス・マンリウス・ウルソの条約締結のための10人の使節の一人に選ばれている。その後、幾度か執政官選挙に敗北した。

### 執政官 I
紀元前182年、コンスル（執政官）に選出された。同僚はグナエウス・バエビウス・タンピルスで、リグリアを両人で担当した。そこで勝利すると、リグリア人は隣のガリアにいたマルケッルスに降伏を申し込んだが、元老院は両執政官に武装解除させた。タンピルスが選挙管理のためローマへ戻され、パウッルスはピサエで年を越した。
翌年もプロコンスルとしてタンピルスと共にリグリアを担当したが、インガウニ族と遭遇し、休戦協定を結んだものの奇襲を受けて陣地に押し込められた。タンピルスやマルケッルスは他の場所へ軍団を移送中で動けなかったため、プラエトルだったクィントゥス・ペティッリウス・スプリヌスらが緊急に軍を編成し、ガイウス・マティエヌスとガイウス・ルクレティウス・ガッルスが海軍二人官に任命されて救援に赴いた。パウッルスは救援が遅いため、打って出ることを決め、ハンニバルやピリッポス5世、アンティオコス3世といった強敵に比べれば、こそこそと逃げ回る強盗のごときは敵では無いと兵たちに奮起を促し、油断した敵を打ち破って降伏させ、海賊も鎮圧した。ローマでは3日間の感謝祭が開かれ、パウッルスの軍は解散が認められた。
紀元前171年、遠近ヒスパニアの民が元老院で担当政務官による搾取を訴えたため、大カト、プブリウス・コルネリウス・スキピオ・ナシカ、ガイウス・スルピキウス・ガッルス (紀元前166年の執政官)らと共に彼らの側に立って弁護を行ったが、ある者は無罪となり、ある者たちは亡命した。

### 執政官 II

#### 第三次マケドニア戦争
紀元前168年に再度コンスルに選ばれ、第三次マケドニア戦争でアンティゴノス朝のペルセウスに対して戦い（ピュドナの戦い (紀元前168年)）、ペルセウスを捕虜とする。これによりマケドニア戦争は終結、アンティゴノス朝は滅亡した。この際にマケドニア内の対抗勢力 500 人を虐殺、多数をローマに強制連行、財産をローマの名のもとに没収した。
ペルセウスとの戦いで脱走した外国人兵を、スキピオ・アフリカヌスと同じように見せしめとして象に踏み潰させたという逸話が残っている。偽装退却を行ったが相手が乗って来なかったため、敵のファランクスに対し、騎兵に盾を持たせて前面を横断させ、通りすがりに敵のサリッサを折って戦意を挫いたという。この戦いにはマシニッサの子ミサゲネスも参加しており、戦後祖国へ帰る途中嵐に見舞われ生死の境をさまよったが、元老院は彼の介抱に全力を尽くし、配下の騎兵にも補償したという話が伝わっている。

#### 戦後処理
プルタルコスによれば、戦後ギリシアを見て回ったパウッルスは、各都市の自治権を回復し、デルポイに立っていたペルセウス像を自分のものと差し替えさせた。ペイディアスが作ったオリンピアのゼウス像も見学したという。調停のための十人委員会がローマから到着すると、マケドニアの自治を回復し、今までの半分の年貢を納めさせることが決定された。このとき、人々を喜ばせるために壮大な祝祭を主催したが、その細やかな心配りに驚く人々に対し、戦闘指揮も祝祭の仕切りも同じことだと語ったという。ペルセウスがため込んでいた財宝には目もくれず、そのまま国庫に入れるよう指示し、ただ書物にのみ興味を示したとしている。リウィウスはこのギリシア周遊の様子を詳しく書き残している。
元老院から、戦勝の褒美として兵たちに略奪の許可が出ると、エピルスへ向かった。現地の人々に決められた日に財産を差し出すよう指定したが、その日が来ると兵たちが略奪に走ったため、わずか1時間のうちに70の町を蹂躙し、15万人が奴隷とされたという。しかし、兵たち自身にはわずかな取り分しか許されなかった。この任務の後、マケドニア王家のガレー船に乗ってティベリス川を遡上したため、多くの人々が見物に出かけたという。

#### 凱旋式
しかしローマに戻ると、あまりに取り分が少なかった兵たちは不満の声を挙げ、トリブヌス・ミリトゥムであったセルウィウス・スルピキウス・ガルバ (紀元前144年の執政官)が中心となって、凱旋式に反対した。可否は民会の投票にかけられ、最初に投票したトリブスが反対したことが知れ渡ると、人々はあまりのことに嘆き悲しみ、元老院議員たちは一丸となって投票を中止させ、マルクス・セルウィリウス・プレクス・ゲミヌスが兵たちを説得し、凱旋式の挙行が可決された。
プルタルコスは、壮麗な凱旋式の様子を書き残しているが、その中でも、ペルセウスの子供たちが列に加わっている様子は人々の憐憫を誘ったとしている。ペルセウス自身は凱旋式で引き回すことを止めて欲しいと懇願したが、パウッルスは冷淡にはねつけたという。ただ、降伏直後には礼節をもって接し、ギリシア語で励ました逸話が残っている。この前後にパウッルスの二人の息子が亡くなっており、プルタルコスは「ペルセウスは負けたが子が残り、アエミリウスは勝ったが子を失った」と書いている。
この功績を讃えて、元老院は彼にマケドニクスの称号を与えることを決議した。
彼の勝利によって国庫は豊かになり、戦時特別税（tributum）の取り立ては廃止されたが、パウッルスの私財は増えなかったという。この戦時特別税は、紀元前43年まで取られなかったとプルタルコスは記している。
ペルセウスとの戦いの前、家に帰ると娘のテルティアが悲しそうにしており、どうしたのかと尋ねると、大事なペットの子犬のペルサが死んでいた。これはペルセウスを倒す予兆であったのだという伝説が残っている。この勝利は、白馬に乗った双子の神によってレアテの若者に伝えられ、当初は皆に信用されなかったが、勝利が確認された後に市民に取り立てられたという話もある。この話は、プルタルコスによればアヘノバルブス家の由来となっている。

### ケンソル
紀元前164年にはケンソルに選出された。同僚はクィントゥス・マルキウス・ピリップス (紀元前186年の執政官)であった。ケンススは無事完了し、337,022人を数えた。プリンケプス・セナトゥスにはマルクス・アエミリウス・レピドゥス (紀元前187年の執政官)を再指名した。恐らく紀元前162年にインテルレクスを務めたと考えられている。
紀元前160年に没したと考えられ、死去したとき、たまたま外交のために来ていたマケドニアの高官が、棺にマケドニアに勝利した証がついていたにもかかわらず、葬儀の馬車費用を負担したといい、非常に名誉なことであった。

## 家族構成
4人の息子がいたが、そのうち2人は14才と12才の時、凱旋式の前後に亡くなった。もう一人はクィントゥス・ファビウス・マクシムスの養子となりクィントゥス・ファビウス・マクシムス・アエミリアヌスと名乗り、もう一人は自らの甥にあたるスキピオ・アフリカヌスの息子の元へ出しスキピオ・アエミリアヌス・アフリカヌスとなった。彼は突然息子を全て失ったが、後の演説で「私は神々に、ローマの人々に害を加えるなら、代わりに私に与えて欲しいと願った。今それが叶ったのだ」と語り、人々は彼の精神に感嘆したという。
娘の一人はクィントゥス・アエリウス・トゥベロに嫁いだが、あまり裕福な家ではなく、パウッルス自身も農場を一つしか持たず、貧しい生活をしていたという。また別の娘テルティアはマルクス・ポルキウス・カト・ケンソリウスの息子マルクスに嫁いでいる。
- ルキウス・アエミリウス・パウッルス - 父
- スキピオ・アエミリアヌス - 息子
- クィントゥス・ファビウス・マクシムス・アエミリアヌス - 息子